# J. Richard Fisher
J. Richard Fisher   (Pittsburgh, 10 de desembre de 1943) (James Richard Fisher) és un astrònom del National Radio Astronomy Observatory en Charlottesville (Virgínia). Es va doctorar en astronomia per la Universitat de Maryland i va aconseguir la seva llicenciatura en física a la Universitat Estatal de Pennsilvània.
Fisher, juntament amb R. Brent Tully, va proposar l'ara famosa relació de Tully-Fisher, A New Method of Determining Distances to Galaxies.